# Туристская улица (Санкт-Петербург)
Тури́стская улица — улица в Приморском районе Санкт-Петербурга. Железнодорожной линией Санкт-Петербург — Сестрорецк разделена на два участка: от Приморского проспекта до Школьной улицы и от Мебельной улицы до Камышовой улицы. Название улицы связано с тематикой отдыха и спорта.
В начале улицы расположен разбитый к юбилею города парк 300-летия Санкт-Петербурга.

## История
Название улице присвоено 27 марта 1990 года, в нём отражается спортивная тематика.
В течение длительного времени улица представляла собой два несвязанных небольших участка: от Приморского проспекта до Школьной улицы и от Богатырского проспекта до Камышовой улицы; расстояние между участками составляло примерно 1,6 км. Только в конце 2000-х — начале 2010-х годов, с началом развития и активной застройки Северо-Приморской части, северный участок получил продолжение до нового участка Мебельной улицы. Теперь улица разрывается только железнодорожным полотном; в будущем планируется строительство путепровода для соединения двух частей улицы.
С 7 августа 2014 года, в связи со строительством станции метро «Беговая», участок Туристской улицы от улицы Оптиков до Мебельной улицы был закрыт для сквозного движения. Изначально планировалось, что участок будет открыт вскоре после запуска в эксплуатацию станции, однако по состоянию на конец 2022 года сквозной проезд на этом участке всё ещё невозможен.

## Пересечения

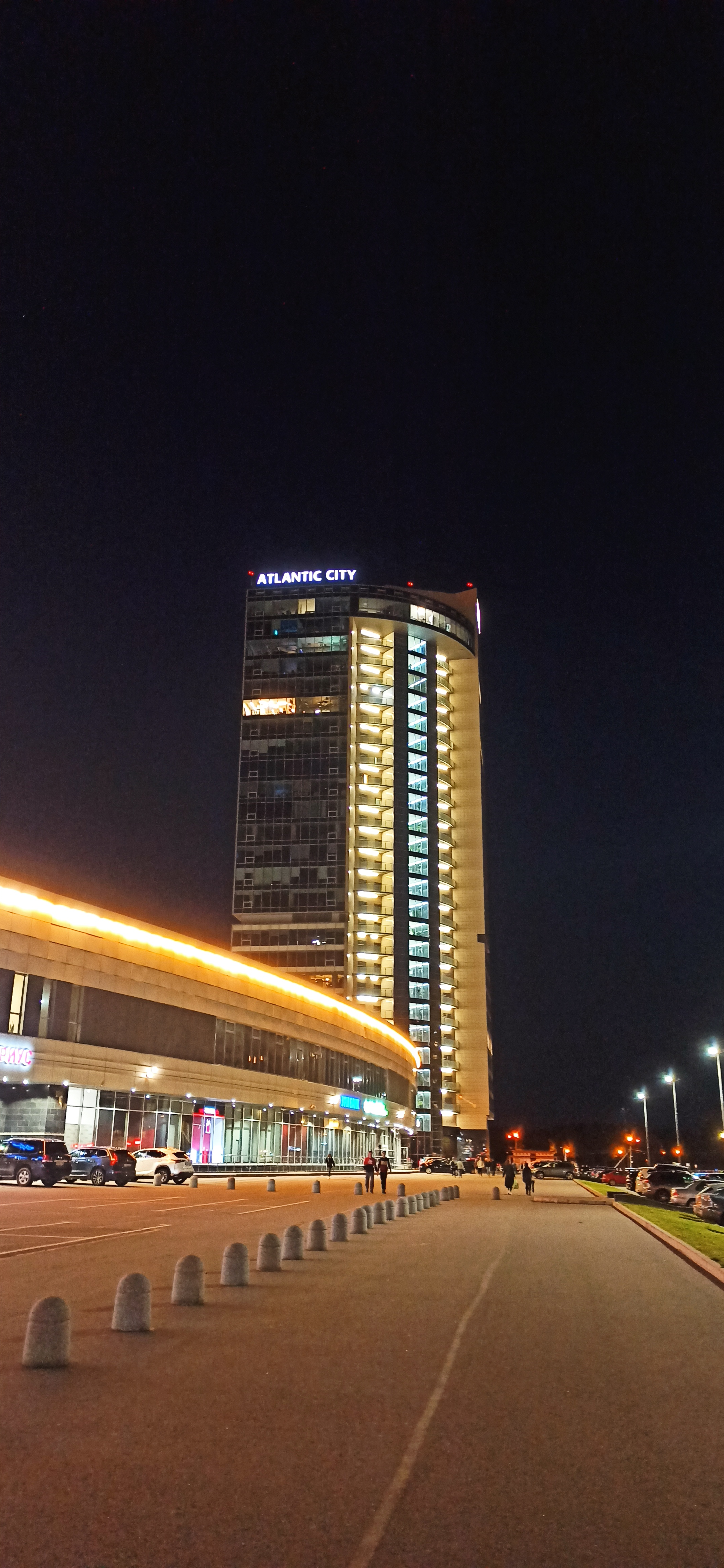
Ночной вид на бизнес-центр «Атлантик-Сити» с Туристской улицы

Улица пересекается со следующими магистралями:

Южный участок:
- Приморский проспект
- улица Савушкина, на перекрёстке имеется подземный пешеходный переход
- Школьная улица

Северный участок:
- Мебельная улица
- улица Оптиков
- Богатырский проспект
- Камышовая улица

## Транспорт
По различным участкам улицы проходят автобусные маршруты № 93, 101, 112, 120, 126, 134, 170, 172, 180, 184, 216, 279, 294, 303.
Ближайшая станции метро — «Беговая».